# Transportstyrelsen

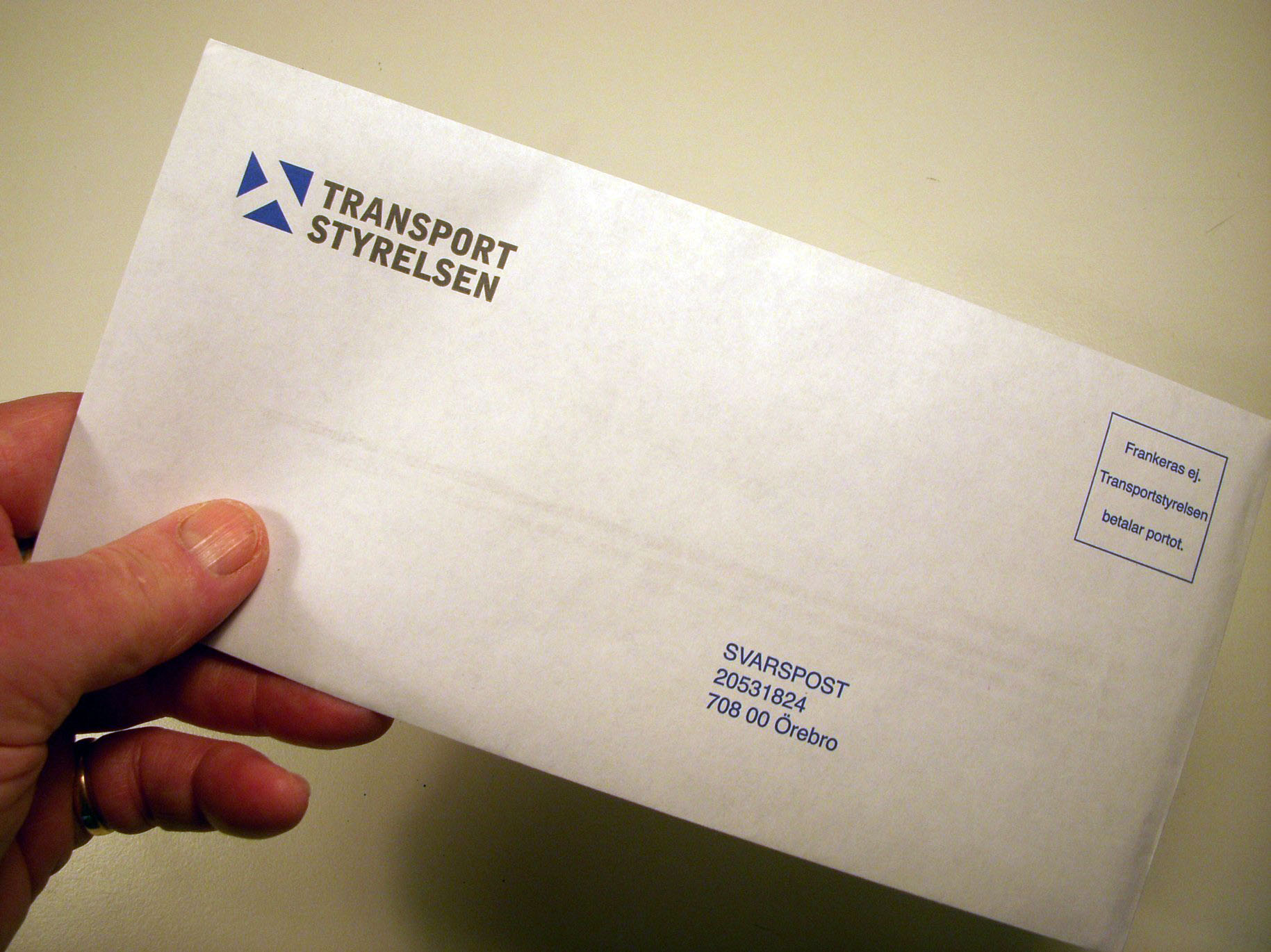
Ein Antwortschreiben an den schwedischen „Transportstyrelsen“

Transportstyrelsen ist eine schwedische Verkehrsbehörde. Sie ist zuständig für Regulierung, Lizenzierung, Aufsicht und Datenerhebung im Verkehrswesen. Das verkehrspolitische Hauptziel ist ein international wettbewerbsfähiges, umweltfreundliches und sicheres Transportsystem in Schweden.
Aufgrund der umfangreichen Aufzeichnungen im Bereich des Straßenverkehrs ist Transportstyrelsen auch im Auftrag der schwedischen Steuerbehörden tätig.
Felder, in denen Transportstyrelsen tätig ist, sind:
- Straßenverkehr
- Schienenverkehr
- Schifffahrt
- Luftfahrt.

Mitte der 2010er Jahre kam es zu einem IT-Skandal bei Transportstyrelsen. Die Verkehrsbehörde speichert eine Menge Daten rund um Mobilität: Führerscheine, Fahrzeugregister, Mautstellen, Straßenbau. Auch der komplette militärische Fuhrpark ist hier hinterlegt. Ein Datenleck kam zustande, als die Behörde 2015 seine IT an die schwedische IBM auslagerte. Dabei verstieß man gegen bindende Sicherheitsvorschriften. Die damalige Chefin wurde aufgrund dieses Fehlers bereits entlassen und mit einer Geldstrafe belegt.